# الرخيمية
الرخيمية منطقة عراقية في ناحية بصية في محافظة المثنى بالبادية العراقية جنوب العراق، بينها وبين مدينة بصية 124 كيلومتراً، فيها 5 آبار مالحة، أسماؤهن بئر رخيم وصفنان ومفرج، وبئران اسمهما المعدنيات، عمقهن 45 متراً، مياههن غزيرة، لا ينضبن في جميع المواسم، وبالبادية العراقية آبار عميقة تُسمى الطوال، ومنها طوال الظفير، ومِن أهم آبارها بئر الرخيمية. والرخيمية قريبة من الحدود السعودية العراقية وكانت ضمن المنطقة المحايدة بين السعودية والعراق. وقال عبد الرحمن المغيري اللامي المتوفى سنة 1364 هـ في كتابه (المنتخب في ذكر نسب قبائل العرب) "بطون الأجود اليوم في بني لام سكان العراق" وقال "وديار أجود: الرخيمية".